# Muricella flexuosa
Muricella flexuosa är en korallart som först beskrevs av Addison Emery Verrill 1865.  Muricella flexuosa ingår i släktet Muricella och familjen Acanthogorgiidae. Inga underarter finns listade i Catalogue of Life.